# Gilson (Illinois)
Gilson – jednostka osadnicza w Stanach Zjednoczonych, w stanie Illinois, w hrabstwie Knox.